# The Boston Project
| Оценки критиков | Оценки критиков |
| Источник        | Оценка          |
| --------------- | --------------- |
| Earmilk         | 7.0 из 10       |
| Exclaim!        | 6 из 10         |
| HipHopDX        | 3.5 из 5        |
| RapReviews      | 7.5 из 10       |

«The Boston Project» — второй сольный студийный альбом американского рэпера Слэйна, выпущенный 16 апреля 2013 года на  независимом музыкальном лейбле Suburban Noize Records. В роли главного музыкального продюсера проекта выступил Lü Balz, при этом три из семнадцати композиций получили особое звучание благодаря продюсерскому видению C-Lance, Matty Trump и Teddy Roxpin. В качестве гостей были приглашены Moroney, Kali, 357, Amadeus The Stampede, Big Kurt, Blanco, BR, Checkmark, Chilla Jones, Cyrus Deshield, Dre Robinson, DL, Dutch Rebelle, Ea$y Money, Edo G, Esoteric, Jake The Snake, Jaysaun, Lateb, Lecks Get It On, Lou Armstrong, Millyz, Newz, Patrick Starr, Phinelia, Piff, Reks, Rite Hook, Shizz Vicious, Singapore Kane, Smoke Bulga, Twice Thou и V-Nuxx.
В музыкальных хит-парадах США, еженедельно публикуемыми журналом «Биллборд», пластинка дебютировала на сороковой строчке лучших Ар-энд-Би/хип-хоп-альбомов, проведя в чарте одну неделю.

## Список композиций
1. «Evolution Of The Kid» — 1:56
2. «Nothin' But Business» (при участии BR и V Knuckles) — 4:00
3. «Bloodthirsty» (при участии 357 и Phinelia) — 3:21
4. «Loyalty» (при участии Kali и Twice Thou) — 3:39
5. «Buildin' With Edo» (при участии Edo G.) — 1:25
6. «Polaroid Picture» (при участии J The S, Dutch Rebelle и Cyrus Deshield) — 3:51
7. «Cocaine & Whiskey» (при участии Amadeus The Stampede и Moroney) — 3:37
8. «Zombie Land» (при участии Rite Hook) — 3:43
9. «Bible Pages» (при участии Big Kurt, Shizz Vicious, Lateb, Esoteric и Moroney) — 4:28
10. «Rats Maze» (при участии Newz и Lecks Get It On) — 3:42
11. «Coke Money Jones» (при участии Ea$y Money и Chilla Jones) — 3:38
12. «Bad Guy» (при участии Millyz и Smoke Bulga) — 4:09
13. «Something To Believe In» (при участии Lou Armstrong, Patrick Starr, Moroney и Blanco) — 4:09
14. «Back Where I'm From» (при участии Piff и Singapore Kane) — 3:30
15. «The Fuckery Hotel» (при участии Kali и Reks) — 3:36
16. «Faster Than Time» (при участии Dre Robinson и DL) — 3:40
17. «Hero» (при участии Jaysaun и Checkmark) — 3:26

## Еженедельные чарты
| Чарт (2013)                            | Высшая позиция |
| -------------------------------------- | -------------- |
| США (Billboard Top R&B/Hip-Hop Albums) | 40             |